# Geheimnisse der Steppe
Das Geheimnisse der Steppe (englisch The African Lion) ist ein amerikanischer Dokumentarfilm aus dem Jahr 1955 unter der Regie von James Algar. Er wurde von Walt Disney Productions im Rahmen ihrer Reihe Entdeckungsreisen im Reiche der Natur veröffentlicht.

## Handlung
Der Film dokumentiert die Tierwelt der weiten Ebenen der Serengeti in der Nähe des Kilimandscharo in Zentralafrika. Der „König der Tiere“ ist der afrikanische Löwe, der in einem matriarchalischen Rudel, einer großen Gruppe von Familienmitgliedern, die von den Weibchen angeführt wird, umherzieht und seine Beute in verschiedenen Weideherden jagt. Zu den zahlreichen Herden gehören Zebras, Gnus, Antilopen, Gazellen und Impalas. Andere Tiere verfügen über Abwehrmechanismen gegen Löwenangriffe, wie der afrikanische Büffel, dessen Hörner den vorderen Teil des Schädels bedecken, oder das Warzenschwein mit seinen scharfen Hauern. Auch die Giraffe, das höchste Lebewesen der Welt, lebt in den Ebenen. Die lautlosen Tiere, die mit ihrer überlangen Zunge das Laub der Bäume abweiden, sind in der Lage, mit langen Schritten den Löwen zu entkommen. Die zwei Tonnen schweren Nashörner sind ungestüm und verteidigen sich, indem sie mit ihren gehörnten Köpfen angreifen. Wenn die Löwen nicht jagen, ruhen sie sich in den Ebenen aus und säugen ihre Jungen, die von Natur aus verspielt sind. Nähert sich eine fremde Löwin dem Rudel, greifen alle Löwinnen den Eindringling an und vertreiben ihn, bis er verschwunden ist. Später tauchen Elefanten auf, die die Löwen dazu bringen, ihr Territorium wegen der Größe und Stärke der anderen Löwen aufzugeben. Elefanten fressen große Mengen an Gras, Blättern und Zweigen, um sich zu ernähren. Obwohl Elefanten sehr alt werden können, erreichen sie ihre Geschlechtsreife wie der Mensch mit 20 Jahren. Elefanten, die große Mengen an Wasser benötigen, füllen ihren Rüssel an Wasserlöchern und lassen das Wasser dann in ihr Maul fließen. Auch das Flusspferd, nach dem Elefanten das zweitgrößte Tier der Welt, nimmt an der Wasserstelle ein Schlammbad. Als Pflanzenfresser ist es trotz seines kräftigen Gebisses meist sehr friedlich. Während das flinke Flusspferd unter Wasser taucht, sammelt sich ein Schwarm Barben und lockt ein vorbeiziehendes Krokodil an, das sich über die Fische hermacht. Zurück an Land ruht sich eines der intelligentesten Tiere, der afrikanische Pavian, in seiner Behausung aus, einer Felsenenklave hoch oben am Berghang, die ihm Schutz bietet. Paviane ziehen in Gruppen von 50 bis 100 Tieren umher und ernähren sich von zarten Gräsern und Insekten. Der Hauptfeind der Paviane ist der Leopard, der sie aus dem Hinterhalt angreift. Wenn eine Herde Gnus unter einer Baumgruppe grast, stürzt sich der Leopard vom Baum, um ein Kalb zu fangen, und löst damit eine Massenpanik aus. Ein weiterer Vertreter der Katzenfamilie ist der Gepard, der mit über 80 Meilen pro Stunde der schnellste Läufer im Tierreich ist. Die Löwin hingegen ist nur zu kurzen Sprints fähig und muss sich bei der Jagd verstecken. Nach einem erfolgreichen Angriff auf eine Gnuherde kommt das ganze Rudel zum Festmahl zusammen, obwohl die Löwen manchmal gegen Aasfresser wie Hyänen, Schakale und Geier um die letzten Nahrungsreste kämpfen müssen. In dieser Region gibt es nur zwei Jahreszeiten: den Monsun und die Trockenzeit. Die alljährliche Dürre treibt alle Tiere auf der Suche nach Wasser ziellos durch das Land. Zudem bildet die aufgeheizte Luft aus den Ebenen Luftsäulen, die sich zu Staubstürmen entwickeln und die Tiere zusätzlich verwirren. Zur gleichen Zeit fressen riesige Heuschreckenschwärme die letzten Weidegründe leer, aber die Jahreszeit wechselt unweigerlich und bringt tropische Regenfälle, die die Felder erneuern und das „primitive Schauspiel der afrikanischen Natur“ fortsetzen.

## Produktion
Das Fotografenpaar Alfred und Elma Milotte hat drei Jahre in der afrikanischen Savanne verbracht, um die Natur zu erforschen. Letztendlich wurden nur etwa sechs Prozent des gedrehten Materials für die Endproduktion verwendet. Der Film wurde in den Königlichen Nationalparks in Kenia, im Serengeti-Nationalpark in Tanganjika, im Queen-Elizabeth-Nationalpark in Uganda, im Kruger-Nationalpark in Südafrika, im Hluhluwe Wildreservat in Südafrika und mit Unterstützung der Wildschutzbehörden von Kenia, Uganda und Tanganjika gedreht. Der Film, der auch einige Unterwasseraufnahmen enthält, wurde in den Ebenen der Serengeti und in der Nähe des Kilimandscharo in Tansania gedreht. Nachdem die Szene mit dem im Treibsand gefangenen Nashorn einige Minuten lang gefilmt worden war, entschieden sich die Milottes, die Dreharbeiten zu unterbrechen und entgegen ihrer passiven Beobachtung einzugreifen, um das Nashorn zu retten. Nach der Rettung griff das Nashorn die Milottes an und Alfred Milotte musste sich in seinem Lastwagen in Sicherheit bringen.

## Veröffentlichung
Der Film wurde am 14. September 1955 in den USA uraufgeführt. In Deutschland kam der Film am 17. August 1956 durch die UFA als Kinoverleiher in die Kinos.

## Auszeichnungen
| Award                                | Jahr | Kategorie                      | Empfänger              | Ergebnis |
| ------------------------------------ | ---- | ------------------------------ | ---------------------- | -------- |
| National Board of Review             | 1955 | Top Ten Films                  | Geheimnisse der Steppe | Gewonnen |
| Internationale Filmfestspiele Berlin | 1956 | Silberner Bär – Dokumentarfilm | Geheimnisse der Steppe | Gewonnen |
| Internationale Filmfestspiele Berlin | 1956 | Große Silberne Plakette        | Geheimnisse der Steppe | Gewonnen |

## Kritiken
Bosley Crowther von der New York Times schrieb: „Wir sind ziemlich sicher, dass kein Besucher der berühmten Hochebenen von Kenia und Tanganjika, wo die exzellenten Farbaufnahmen für diesen Film gemacht wurden, jemals so viel von der einheimischen Tierwelt sehen oder ihr so nahe kommen wird wie in diesem schönen Film.“
Variety erklärte, dass „die Milottes einige der besten Wildtieraufnahmen gemacht haben, die jemals aus Afrika kamen ... aber so spektakulär sie auch sind, sie reichen nicht aus, um das Gefühl zu kompensieren, dass man das Thema schon einmal gesehen hat“.